# Лега Про Секонда Дівізіоне
Лега Про Секонда Дівізіоне (італ. Lega Pro Seconda Divisione), також відома у 1978–2008 роках як Серія C2 (італ. Serie C2) — колишній четвертий рівень італійського футбольного чемпіонату, що існував у 1978—2014 роках. Був найнижчою професійною лігою Італії.

## Історія
Започаткована 1978 року, коли Серія C була розділена на два дивізіони: Серію C1 і Серію C2. 2008 року Серія C2 отримала назву Лега Про Секонда Дівізіоне.
Після реформи ліги 2014 року, два попередні підрозділи Лега Про Пріма Дівізіоне і Лега Про Секонда Дівізіоне припинили своє існування і були об'єднані в один дивізіон — Лега Про Дівізіоне Уніка, або скорочено Lega Pro.

## Структура
До сезону 2010–2011 включно турнір розділений на три зони (A, B і C) по 18 команд у кожній. Розіграш чемпіонату проводився окремо в кожній зоні. За результатами розіграшу дві команди від кожної зони переходили до Лега Про Пріма Дівізіоне. Найкращі команди кожної зони здобували підвищення автоматично, а чотири команди в кожній зоні, які посіли місця з другого по п'яте, наприкінці сезону проводили між собою перехідний турнір (Play-off), переможець якого також потраплв до Лега Про Пріма Дівізіоне.
Три найгірші команди кожної зони вибували до Серії D. Команди, що посіли останні місця, переходили туди автоматично; між командами, що закінчили чемпіонат на місцях з 14-то по 17-те, влаштовувався перехідний турнір (Play-out), і до Серії D вибували дві найгірші команди цього турніру.
Із сезону 2011/12 турнір було поділено на дві зони (A і B).
Команди, які вибули з ліги, замінюють найгірші команди Лега Про Пріма Дівізіоне і найкращі команди Серії D.